# Escut de Vilamalla
L'escut oficial de Vilamalla té el següent blasonament:
Escut caironat: de gules, un sautor ple d'or acompanyat al cap de 2 claus passades en sautor, amb les dents a dalt i mirant cap enfora, la d'or en banda sobre la d'argent en barra, i de 2 rodes d'or, una a cada flanc. Per timbre, una corona mural de poble.

## Història
Va ser aprovat el 12 de juliol de 1984 i publicat al DOGC el 22 d'agost del mateix any amb el número 462.
El sautor és la creu de Sant Vicenç, patró del poble. Vilamalla va pertànyer al monestir de Sant Pere de Rodes, simbolitzat per les claus de sant Pere i dues rodes parlants.